# كرايغ بيج
كرايغ بيج (بالإنجليزية: Craig Page)‏ هو لاعب كرة قدم أمريكية أمريكي، ولد في 17 يناير 1976 في جوبيتر في الولايات المتحدة.

## وصلات خارجية
- كرايغ بيج على موقع مرجع كرة القدم المحترفة.كوم (الإنجليزية)